# اس‌ام یوبی-۲۳
اس‌ام یوبی-۲۳ (به انگلیسی: SM UB-23) یک زیردریایی است. این زیردریایی در سال ۱۹۱۵ ساخته شد.